# Lexus GX
Lexus GX — середньорозмірний позашляховик преміум-класу японської компанії Lexus. Перше покоління (GX 470) дебютувало в 2002 році на автосалоні NAIAS в Детройті. GX використовує платформу Toyota Land Cruiser Prado, яка також є основою для Toyota 4Runner і Toyota FJ Cruiser. У модельному ряду Lexus GX розташовується між кросовером Lexus RX і повнорозмірним SUV Lexus LX.
У листопаді 2009 році на мотор-шоу в Гуанчжоу дебютувало друге покоління GX, що отримало цифровий індекс 460 замість 470.

## Перше покоління (J120; 2002-2009)

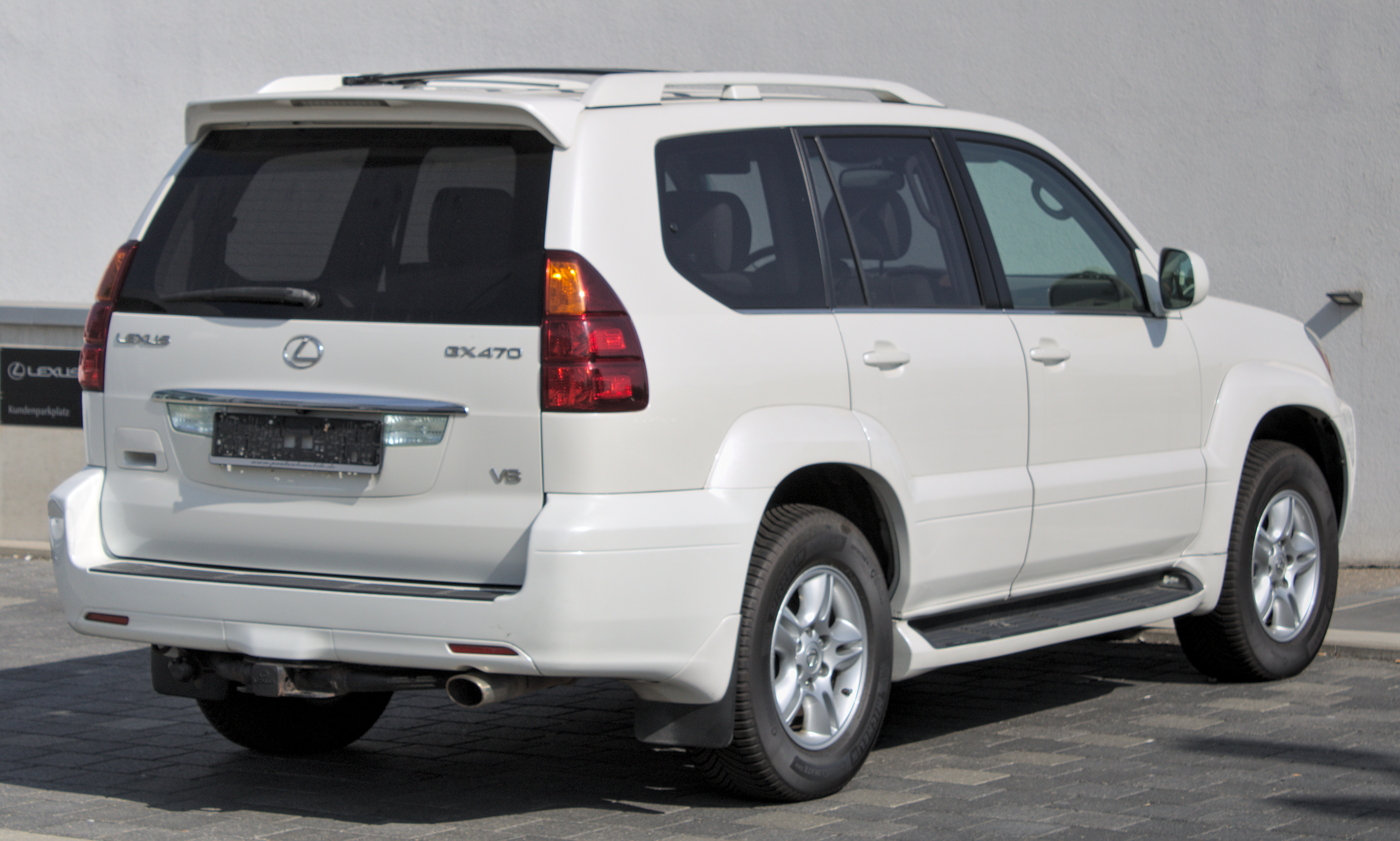
Lexus GX 470

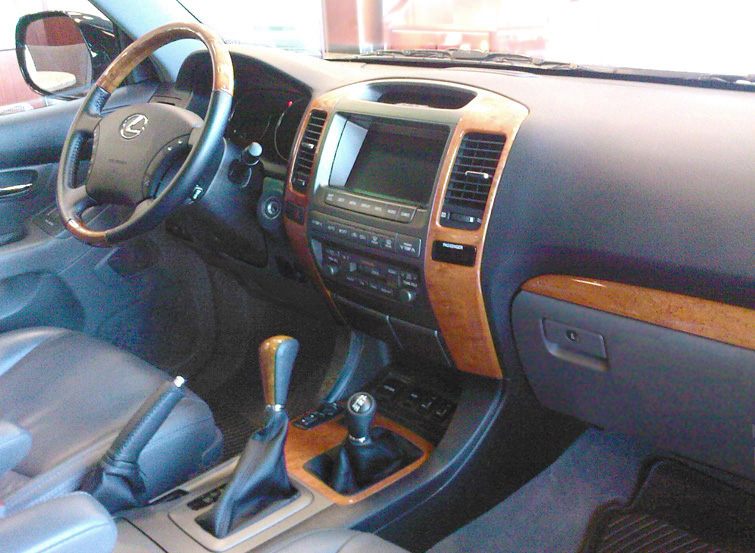
Lexus GX 470

Прем'єра нового позашляховика Lexus GX відбулася в 2002 році на автошоу в Детройті.
Побудований автомобіль на абсолютно новій платформі. Отримав у спадок від Toyota Land Cruiser 100 систему повного приводу і автоматичну коробку із пониженою передачею. Регульована по висоті підвіска AVS, пропонувалася як серійне обладнання. На бездоріжжі водій може натисненням кнопки підняти кузов вгору. На асфальті, із зростанням швидкості, автомобіль самостійно притискається щільніше до дороги. Оснащується 4,7- літровим двигуном V8, єдиним силовим агрегатом для цієї моделі. Завдяки йому перше покоління Lexus GX стало одним з найшвидших і динамічних моделей у своєму класі. Базова комплектація пропонує антиблокувальну систему гальм, активну систему контролю тяги, систему допомоги при екстреному гальмуванні Brake Assist, протизанесення, систему розподілу гальмівного зусилля і систему допомоги при спуску з гори. Доповнюють картину дві передні і бічні подушки безпеки. Салон оброблений шкірою, має автоматичний клімат-контроль і аудіосистему, кнопки управління якої знаходяться на рульовому колесі. При бажанні була можлива установка DVD-програвача з екранами в підголівниках передніх сидінь. Додатковий третій ряд сидінь дозволяв посадити в салон до 8 осіб.

### Двигун
- 4.7 L 2UZ-FE V8

## Друге покоління (J150; 2009-2023)

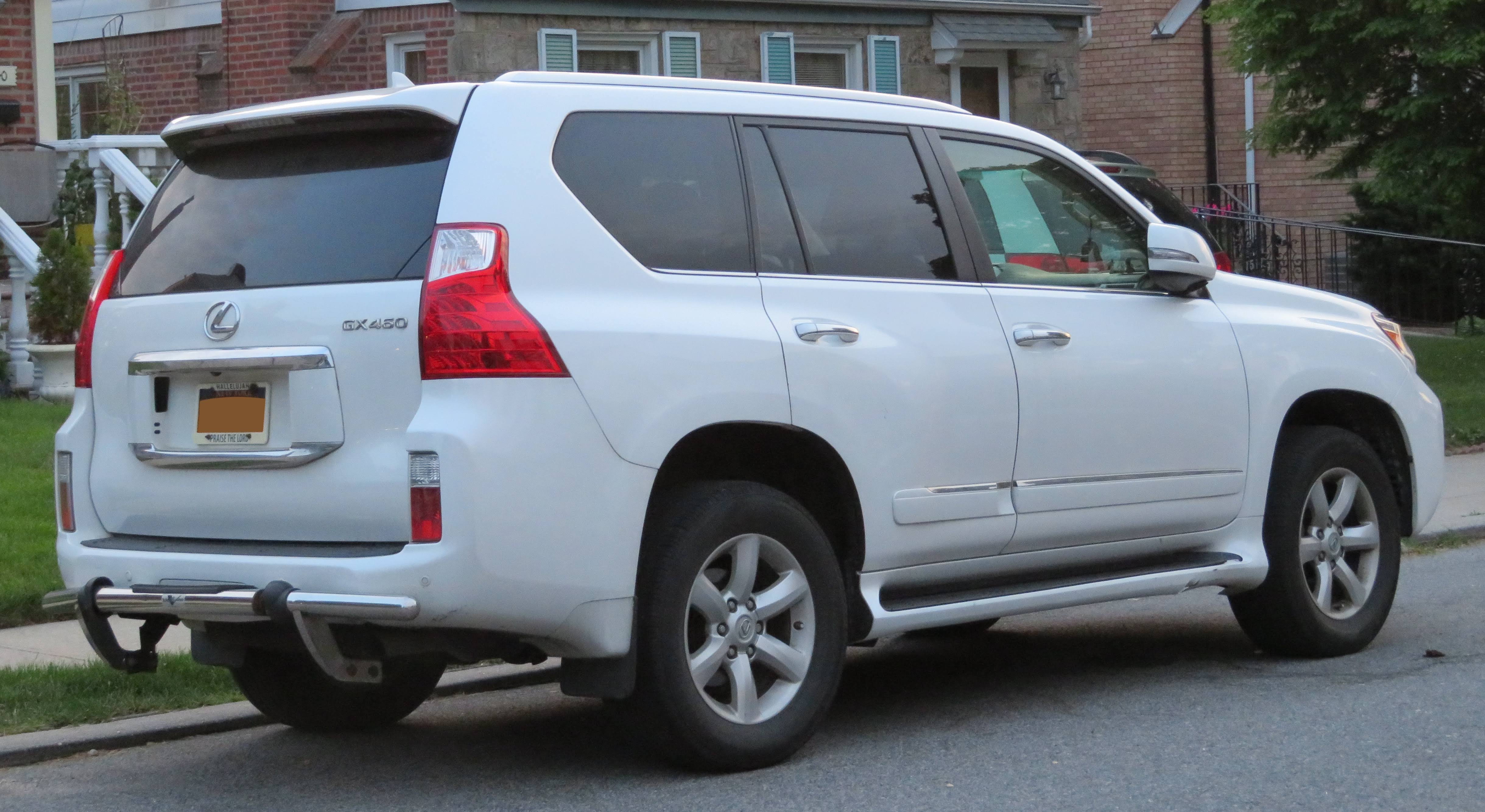
Lexus GX 460

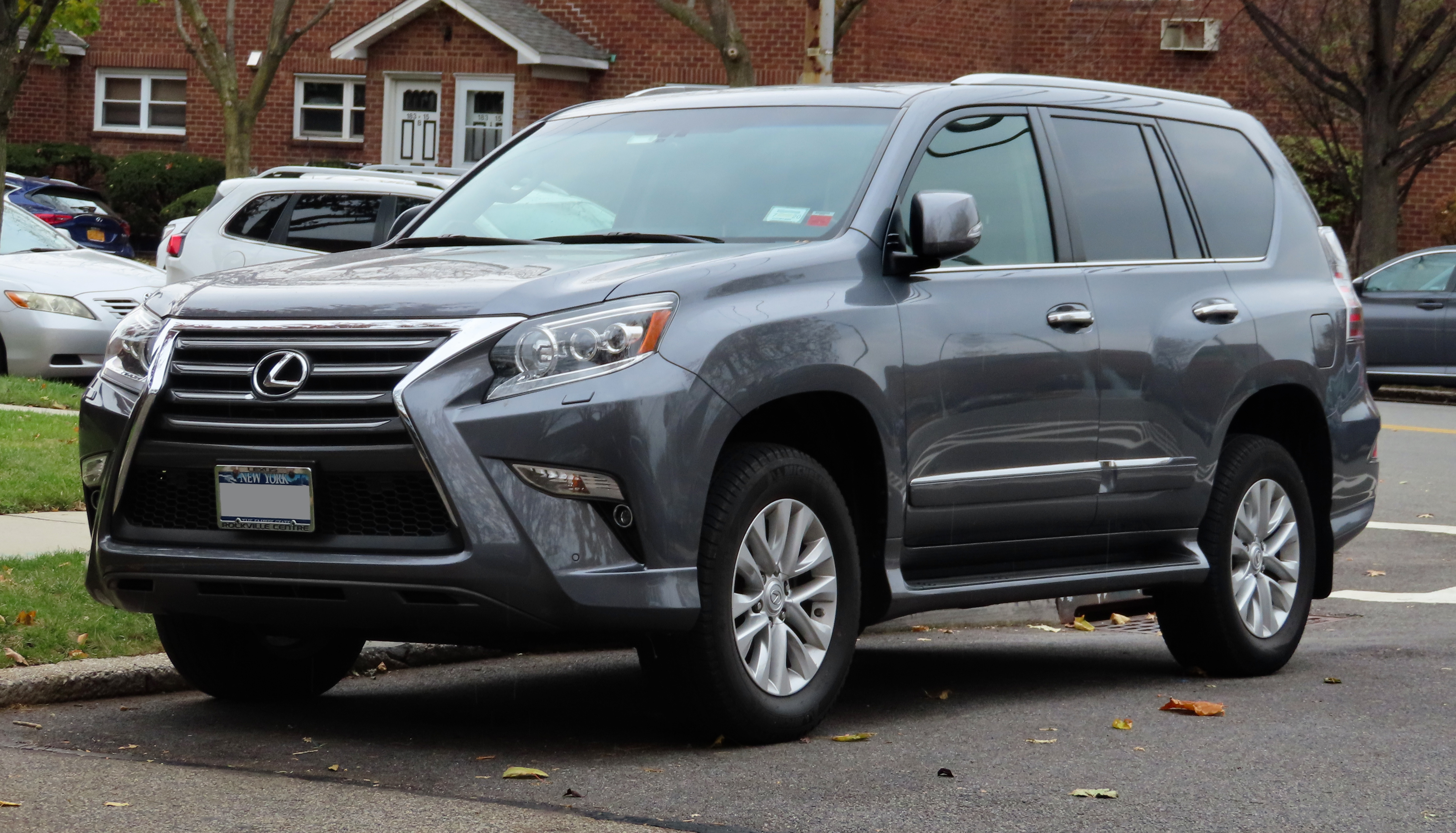
Lexus GX 460 (з 2013)

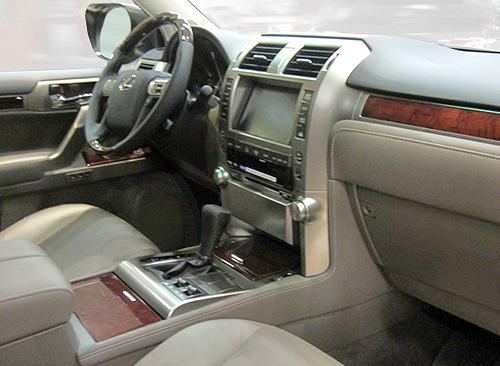
Lexus GX 460 (2010—2013)

Lexus GX 460 другого покоління вперше був представлений в китайському місті Гуанчжоу в листопаді 2009 року.
Восени 2013 року модель оновили, змінивши зовнішній вигляд і оснащення.
У 2016 році на ринок вийшла повністю оновлена модель, так наприклад, як новий колір інтер'єру була додана сепія, яка поєднується з чорною обшивкою, також була додана навігаційна система «Lexus Enform App Suite». Для моделі 2016 року доступно три рівня оснащення: Base, Premium і Luxury. Протягом досить тривалого періоду часу основними конкурентами Лексус ГХ є BMW X5, Acura MDX, Infiniti QX60 і Audi Q7.
Lexus GX у стандартній комплектації досить добре обладнаний і включає в себе: салон, обшитий замінником шкіри з вставками з полірованого дерева, 10-позиційні передні крісла, двозонний клімат-контроль, камеру заднього виду, електропривідний люк, регульовану по нахилу і вильоту кермову колонку. Інформаційно-розважальне обладнання в базовій комплектації має у своєму складі: 8-дюймовий дисплей аудіосистеми з підтримкою AM / FM / CD, Bluetooth, подвійний USB-порт, нову систему Siri Eyes Free для iPhone. Системи безпеки представлені: 10 подушками безпеки, активними підголовниками, а також системою безпеки від Лексус з 24/7 сервісами.
Lexus GX - трирядний позашляховик. За третім рядом знаходиться багажник об'ємом 325 л. Складений останній ряд сидінь збільшує вантажний простір до1322 л, складені другий та третій ряди - до 1832 л. 
У 2022 році Lexus оновив мультимедійну систему GX. Позашляховик отримав 10,3-дюймовий сенсорний дисплей та  вперше в історії моделі Apple CarPlay і Android Auto. 
Для 2023 модельного року комплектація GX Luxury отримала преміальну стереосистему Mark Levinson, у якій 17 динаміків. 

### Двигуни
- 4,0 л 1GR-FE V6
- 4.6 л 1UR-FE V8

## Третє покоління (J250; з 2023)

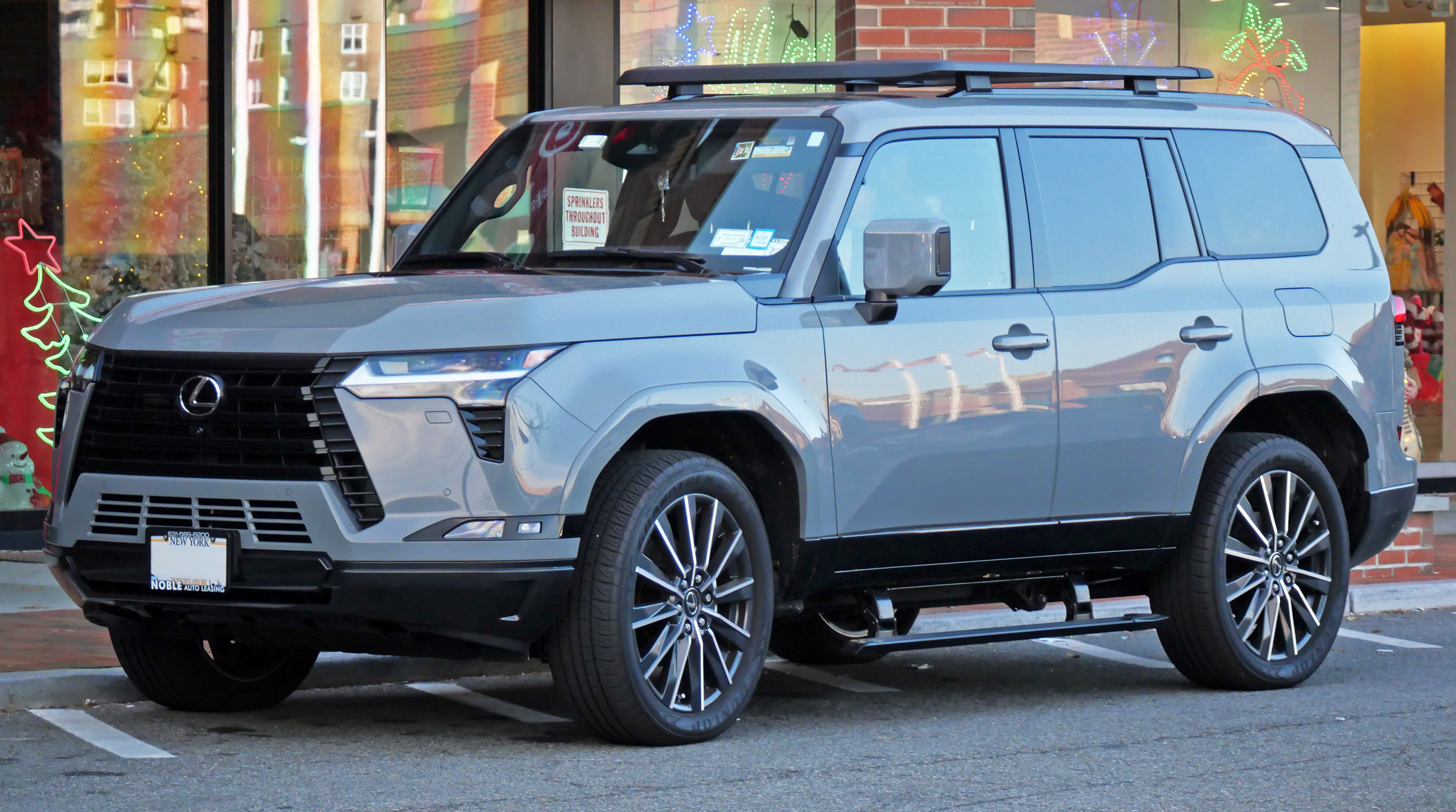
Lexus GX 550

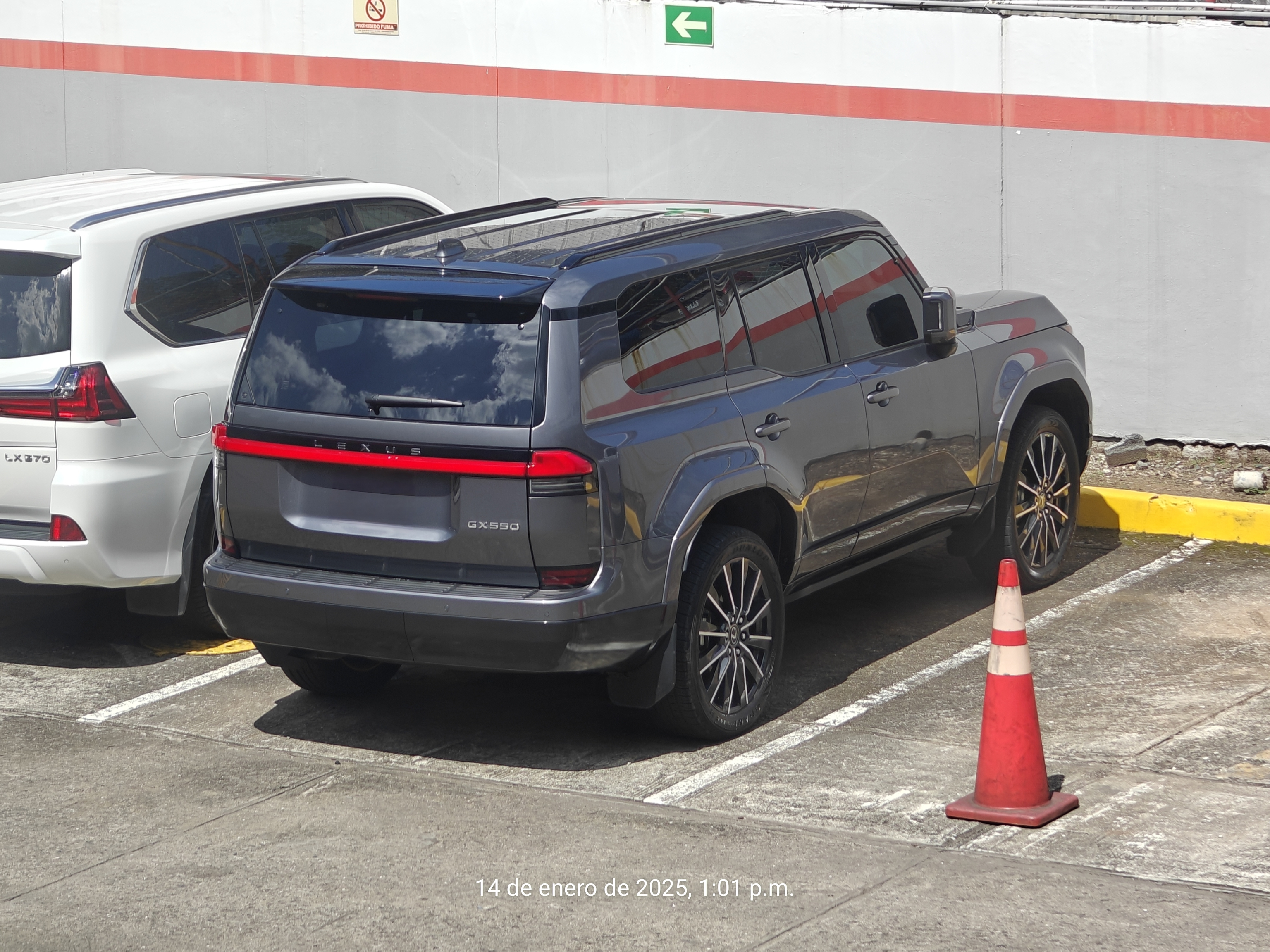
Lexus GX 550 Luxury+

Третє покоління GX 550 дебютувало 8 червня 2023 року разом із Lexus TX, який мав дуже квадратний, масивний дизайн порівняно з попереднім поколінням. Він побудований на платформі GA-F спільно з Lexus LX (J310). Третє покоління GX доступне в шести комплектаціях: Premium, Premium+, Luxury, Luxury+, а також нещодавно додані Overtrail і Overtrail+. Пізніше гібридна силова установка буде доступна в США.

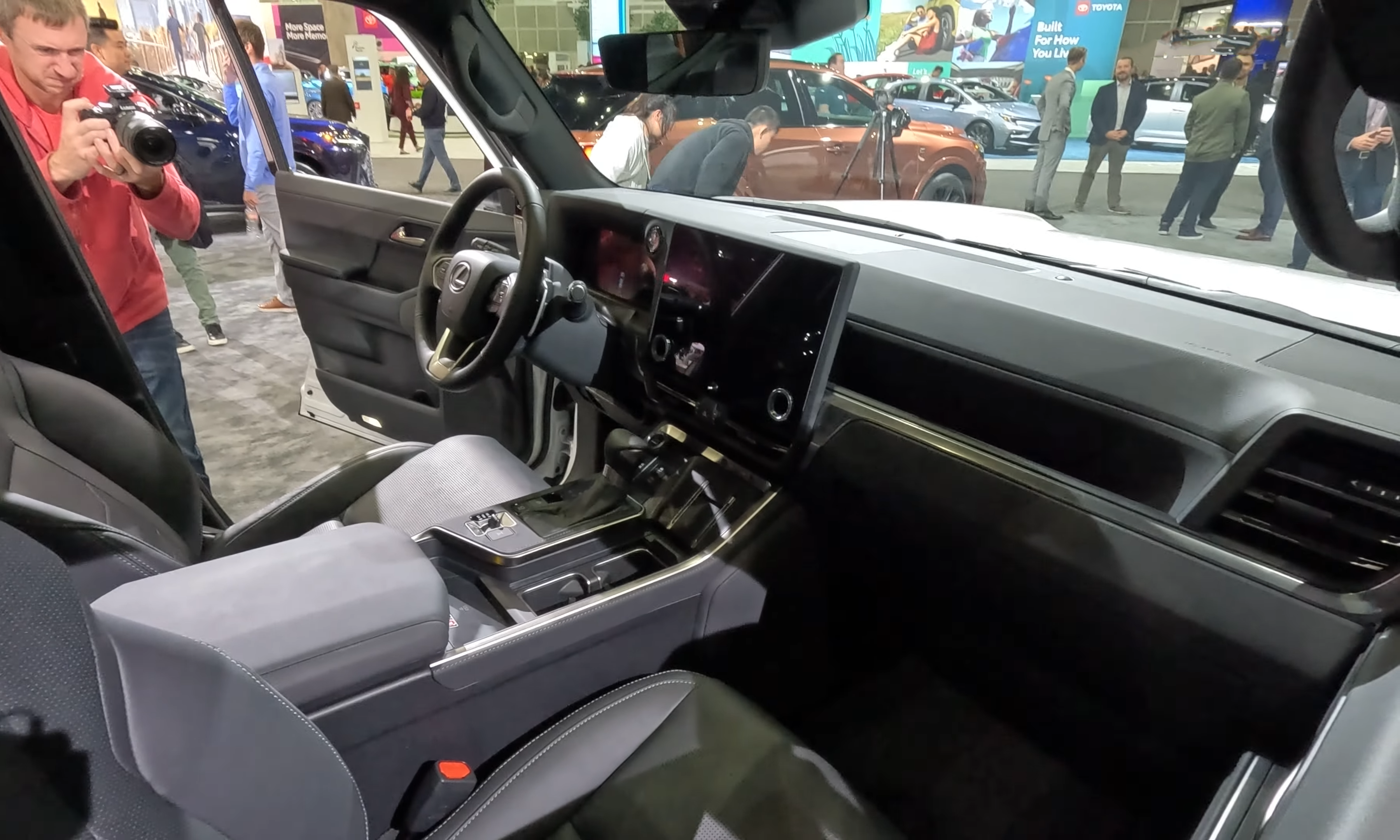

Очікується, що він надійде до дилерів Lexus на початку 2024 року.
Новий GX пропонує 14,0-дюймову інформаційно-розважальну систему з бездротовими Apple CarPlay і Android Auto, голосовим управлінням.

### Двигуни
- 2.4 L T24A-FTS turbo hybrid I4 331 к.с. 630 Нм
- 3.4 L V35A-FTS twin-turbo V6 354 к.с. 650 Нм (GX 550)

## Продажі
Дані про продажі Lexus GX отримані з річних даних виробника:
| Покоління | Модель | Календарний рік | Загальний обсяг продажів (США) |
| --------- | ------ | --------------- | ------------------------------ |
| UZJ120    |        |                 |                                |
| GX 470    | 2002   | 2,190           |                                |
| GX 470    | 2003   | 31,376          |                                |
| GX 470    | 2004   | 35,420          |                                |
| GX 470    | 2005   | 34,339          |                                |
| GX 470    | 2006   | 25,454          |                                |
| GX 470    | 2007   | 23,035          |                                |
| GX 470    | 2008   | 16,424          |                                |
| GX 470    | 2009   | 6,235           |                                |
| URJ150    | GX 460 | 2010            | 16,450                         |
| URJ150    | GX 460 | 2011            | 11,609                         |
| URJ150    | GX 460 | 2012            | 11,039                         |
| URJ150    | GX 460 | 2013            | 12,136                         |
| URJ150    | GX 460 | 2014            | 22,685                         |
| URJ150    | GX 460 | 2015            | 25,212                         |
| URJ150    | GX 460 | 2016            | 25,148                         |
| URJ150    | GX 460 | 2017            | 27,190                         |
| URJ150    | GX 460 | 2018            | 26,724                         |
| URJ150    | GX 460 | 2019            | 25,945                         |
| URJ150    | GX 460 | 2020            | 28,519                         |
| URJ150    | GX 460 | 2021            | 32,509                         |
| URJ150    | GX 460 | 2022            | 28,519                         |